# Paul Kossoff
Paul Kossoff (Hampstead, 14 settembre 1950 – Los Angeles, 19 marzo 1976) è stato un chitarrista inglese, noto per esser stato membro fondatore e musicista dei Free.
Kossoff è stato classificato cinquantunesimo nella classifica The 100 Greatest Guitarists of All Time della rivista Rolling Stone.

## Biografia
Nell'aprile del 1968 Kossoff e Kirke collaborarono con Paul Rodgers (voce) e Andy Fraser (basso) con cui registrarono due album in due anni: Tons of Sobs (1968) e Free (1969). Entrambi gli album presentano influenze blues e soul, uno stile che era in contrasto con alcuni dei loro omologhi progressivi e più pesanti di quel momento.
Il successo arrivò nel 1970, quando il loro terzo album, Fire and Water (1970), generò il grande successo All Right Now. In quell'anno, la band suonò al festival dell'Isola di Wight con elogi da parte del pubblico e della critica. Il successivo tour fu tutto esaurito nel Regno Unito, in Europa e in Giappone, ma dopo l'uscita dell'album successivo, Highway (1970), le pressioni esercitate sulla band portarono a una rottura. Il live album Free Live, registrato nel 1970, venne distribuito nel 1971 come una registrazione di addio. Mentre Rodgers e Fraser perseguirono dei progetti solisti non riusciti, Kossoff e Kirke collaborarono con il tastierista texano John "Rabbit" Bundrick e il bassista giapponese Tetsu Yamauchi e pubblicarono l'album del 1971 Kossoff, Kirke, Tetsu and Rabbit.

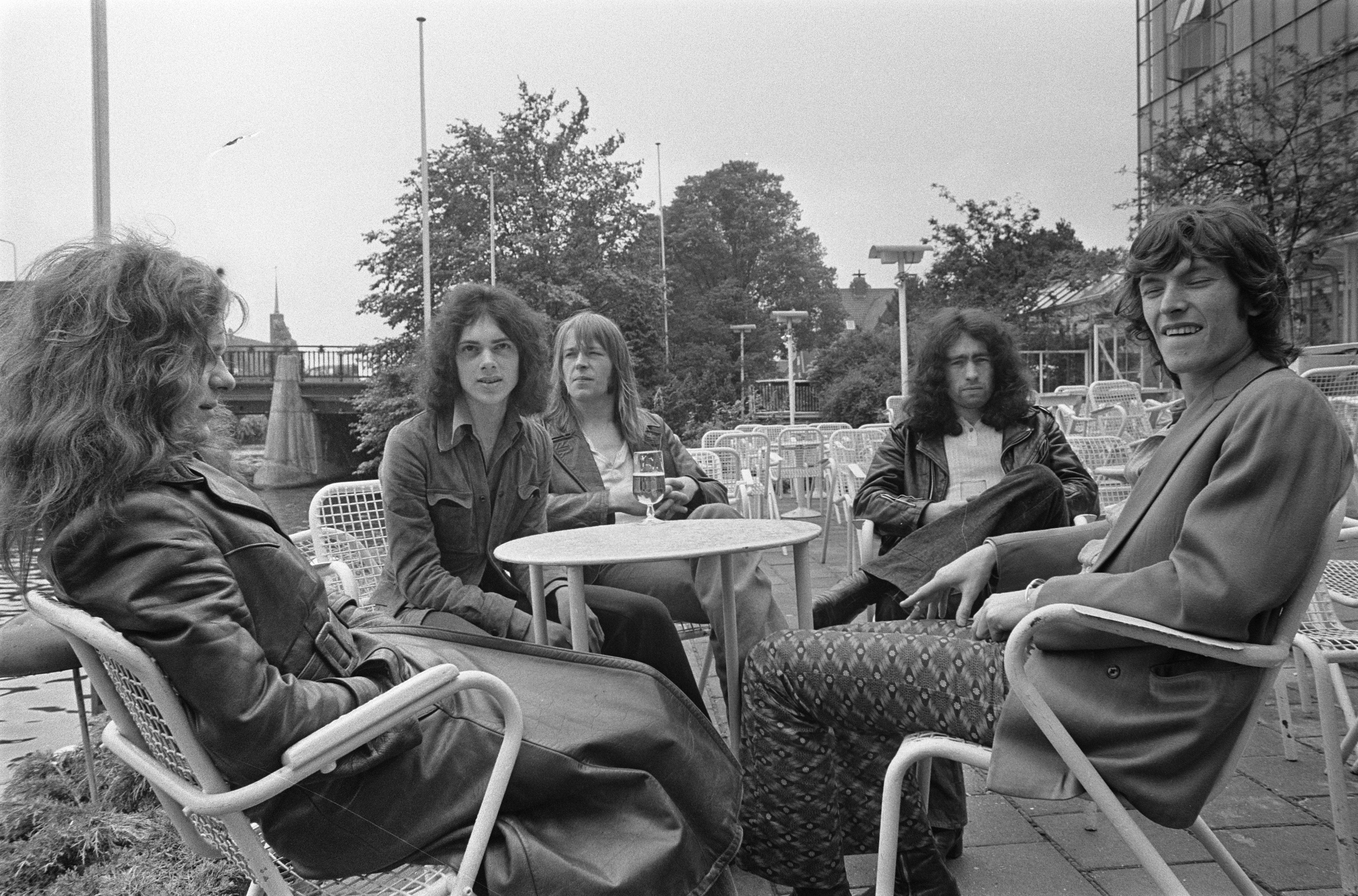
Free (Amsterdam, 1970): Paul Kossoff, Andy Fraser, Simon Kirke, Paul Rodgers & Steve Winwood

I Free si riunirono per pubblicare l'album Free at Last (1972). Dopo il lancio, Fraser dichiarò che ne aveva abbastanza e uscì dalla band per formare gli Sharks.
I Free richiamarono Tetsu e Rabbit per l'album Heartbreaker (1973), dopo di che il gruppo si sciolse.
Rodgers e Kirke continuarono a formare il riuscito gruppo Bad Company mentre Kossoff pubblicò un album solista, Back Street Crawler (1973). Egli inoltre accompagnò John Martyn in un tour nel 1975 prima di formare un gruppo chiamato Back Street Crawler.
I Back Street Crawler pubblicarono due album: The Band Plays On nel 1975 e 2nd Street nel 1976. Le registrazioni di uno dei loro concerti nel Regno Unito nel 1975 furono pubblicati anche con il titolo Live at Croydon Fairfield Halls 15/6/75.
Quando i Free supportarono i Blind Faith negli Stati Uniti (1969), Eric Clapton fu così colpito da chiedere a Kossoff di insegnargli la sua tecnica di vibrato. La chitarra di Kossoff era anche molto richiesta per le sessioni di studio e ha contribuito ad assoli per diversi album tra cui: Fields and Angels di Martha Velez (1969), Bring It Back Home di Mike Vernon (1971), Gately's Cafe di Michael Gately (1971), Oh How We Danced di Jim Capaldi (1972), Old Hat degli Uncle Dog (1972), Mulgrave Street di Amazing Blondel (1974).
Inoltre ha suonato in quattro demo di Ken Hensley (pubblicate finalmente nell'album From Time to Time del 1994) e in tre tracce che appaiono sull'album di John Martyn del 1975 Live at Leeds.
Un inedito di chitarra solista è emerso nel 2006, nell'album All One di David Elliot che ha registrato con Paul Kossoff negli anni '70.
La canzone Seagull, dall'album solista Short Cut Draw Blood di Jim Capaldi del 1975, è considerata scritta da Kossoff.
Una retrospettiva sulla carriera di sedici tracce, Koss, è stata pubblicata nel 1977.
La fine del 1990 ha visto un rinnovato interesse per Kossoff, e un'altra retrospettiva della carriera è stata commercializzata nel 1997 con il titolo Blue Soul di quattordici tracce (in realtà una riedizione di un doppio vinile dalla metà degli anni '80 con lo stesso nome), così come il Box-set di cinque dischi dei Free Songs of Yesterday, e una biografia dei Free dal titolo Heavy Load: La storia dei Free.
Lo stile di Paul Kossoff è di chiara matrice blues, dotato di grande feeling ed espressività: gli assolo sono principalmente sviluppati sulla scala pentatonica minore e maggiore con un ampio uso del bending e del vibrato. Suonava principalmente chitarre Gibson Les Paul e, dal vivo, con due o più amplificatori: testate Orange o Marshall, cabinets Marshall. Possedeva inoltre una Fender Stratocaster nera del 1963, con manico in acero del 1957, che nel 1976 venne acquistata da Dave Murray, poi chitarrista degli Iron Maiden, che ne modificò i pick-up. Nel 2012 la Gibson ha lanciato un modello Signature per il Custom Shop di Gibson Les Paul in suo onore, ricalcante le caratteristiche della sua Gibson Les Paul Standard 59. Kossoff non usava alcun effetto a pedale di saturazione, ma sfruttava le sfumature ottenibili con i soli potenziometri di volume e tono.
Anche se il medico legale indicò la causa ufficiale della morte come edema cerebrale e polmonare, non c'è dubbio che i problemi di salute precedenti del giovane chitarrista legati all'uso di sostanze stupefacenti, abbiano contribuito alla sua prematura scomparsa, sul volo che lo portava da Los Angeles a New York il 19 marzo 1976.

## Discografia

### Free
- Tons of Sobs (1968)
- Free (1969)
- Fire and Water (1970)
- Highway (1970)
- Free Live! (1971) (live)
- Free at Last (1972)
- Heartbreaker (1973)

### Paul Kossoff, Simon Kirke, Tetsu Yamauchi, John "Rabbit" Bundrick
- Kossoff, Kirke, Tetsu and Rabbit (1971)

### Solista
- Back Street Crawler (1973)
- Koss (1977) (compilation)
- Blue Soul (1986) (compilation)

### Back Street Crawler
- The Band Plays On (1975)
- 2nd Street (1976)
- Live at Croydon Fairfield Halls 15/6/75 (1983) (live)